# Bruchidius ituriensis
Bruchidius ituriensis is een keversoort uit de familie bladkevers (Chrysomelidae). De wetenschappelijke naam van de soort werd in 1958 gepubliceerd door Decelle.